# Michel Motti
Pour les articles homonymes, voir Giboulet et Motti.
 (mars 2020).
Si vous disposez d'ouvrages ou d'articles de référence ou si vous connaissez des sites web de qualité traitant du thème abordé ici, merci de compléter l'article en donnant les références utiles à sa vérifiabilité et en les liant à la section « Notes et références ».
Michel Motti, né le 7 novembre 1934 à Paris 14e et mort le 23 octobre 2009 à Bordeaux, est un auteur de bande dessinée français.
Il a notamment travaillé au sein du magazine Pif Gadget et a dessiné pendant une 24 ans le personnage de Pif le chien.

## Biographie
En 1960, après avoir obtenu un CAPES en Histoire de l'Art, Michel Motti devient professeur de dessin dans le secondaire.
À l’âge de 26, il décide de se lancer dans la bande dessinée et intègre le magazine Le Journal de Spirou où il crée les séries Nicolas et Nicolette, Mucheroum et les Aventures du petit Roy Prosper, et où apparaît le personnage de Gil Galoubet.
En 1969, il entre dans l'atelier de dessin chez Vaillant à Pif Gadget .
Monsieur José Cabrero,dit Arnal , créateur des personnages de la série Pif mais aussi Placid et Muzo etc.. le charge de reprendre ses séries et de poursuivre et continuer son œuvre.
Michel Motti, crée un studio de dessin au sein des éditions Vaillant ou il forme François Corteggiani  et d'autres dessinateurs et scénaristes à la création de scenarios et des dessinateurs.
Il crée un répertoire de tous les personnages et décors apparus dans la série Pif. dont tous ceux crées par lui; Krapulax, Belpomme
l"Agent beudebois, le docteur doux dingue Kifelkmoun, le commissaire Maigrelet etc
Michel Motti créera le lettrage des premiers épisodes de Corto Maltaise.pour Pif.
Michel Motti sont telles  dessine et cree les scenarios  des planches publiés sous le nom de Gotlieb pour les editions Vaillant, ou de leonard ( Bob de Groot ,)= 
De 1970 à 1992, il est le principal dessinateur et scénariste de la BD Pif .
Michel Motti a obtenu un jugement qui fait depuis jurisprudence : les dessinateurs de bd pigistes doivent être affiliés à la Sécurité sociale.
En 1975 après avoir été publié en plusieurs épisodes dans Pif Gadget, en 1972, un album est réalisé "Le Mauvais Génie de la farce" aux éditions du Kangourou ,
Les dessins de Michel Motti, sont très facilement identifiables par leurs caractéristiques dans les albums et periodiques.
En 1978, il commence à travailler en parallèle chez Disney. Il écrit, notamment pour le dessinateur Claude Marin des scénarios des histoires Dingo (1982 à 1986), Super Dingo (1982 à 1987) et Mickey (1983 à 1989), parus dans Le Journal de Mickey y compris deux livres-jeux,.
Michel Motti devient le dessinateur de Winnie l'ourson dans le journal du même nom.
En 1980, il dessine l’album Pif contre Krapulax sur ses propres textes, 
Il suffit de comparer les dessins de François Corteggiani et ceux de Motti pour voir qui a fait quo    
En 1981, deux albums de Pif et Hercule, dont il a réalisé les scenario et dessins alors que Jacques Tabaey  est chargé de l'encrage, sont édités par les éditions G. P.-Rouge et Or : La guerre de l’Enerschmoll et Avatars en série.
En 1989, il crée un épisode de Petit Sans Culotte avec Kamb et, de 1989 à 1992, il est chargé des scénarios et de dessiner Placid et Muzo, à la suite du départ à la retraite de Nicolaou.